# Radio Disney (Argentina)
Radio Disney Argentina 94.3 FM é uma estação de rádio que transmite música atual. Licenciada para Buenos Aires, Argentina, a estação atende a área da Grande Buenos Aires. A estação é atualmente propriedade da Difusora Baires S.A. (Radio Medios S.A., The Walt Disney Company Argentina e ABC Venture Corp.) e apresenta programação da Radio Disney, uma rede de rádio cuja principal estação é a própria LRL301.
A LRL301 foi a primeira estação de rádio com a marca Disney na América Latina.

## História
A LRL301 foi fundada em 1 de setembro de 1983, sob o nome de Radio el Mundo FM.
Em 14 de agosto de 1986, a emissora mudou sua marca para "FM Horizonte".
Em 2001, a emissora foi vendida para a Disney e rebatizada como Radio Disney, iniciando sua expansão regional para outros países da América Latina.

## Disponibilidade
A Radio Disney Argentina só está disponível em Buenos Aires na rádio terrestre, embora também esteja disponível em provedores de TV em todo o país, como Cablevisión e DirecTV.

## Rankings
- Ranking Anual (Year-end chart)
- Ranking Latinoamérica (Latin America top)
- Ranking Argentina (Argentina Top 47)

## Ranking Argentina
"Ranking Argentina" é uma tabela especial publicada toda sexta-feira pela rádio, que contém as 47 músicas mais votadas.